# Preßguts
Preßguts est une commune autrichienne du district de Weiz en Styrie.